# Doggerland
Doggerland bilo je područje kopna, sada potopljeno ispod južnog Sjevernog mora, koje je povezivalo Veliku Britaniju s kontinentalnom Europom. Poplavio ga je porast razine mora oko 6500 – 6200 pr. Kr. Geološka ispitivanja sugeriraju da se proširio od današnje istočne obale Velike Britanije do današnje Nizozemske, zapadne obale Njemačke i poluotoka Jutlanda. To je vjerojatno bilo bogato stanište, naseljeno ljudima Mezolitiku, iako ga je porast razine mora postupno sveo na niske otoke, te na kraju posve potapio, vjerojatno nakon tsunamija izazvanog klizištem Storegga. Doggerland je dobio ime po današnjem plićaku Dogger Banku koji je nazvan po nizozemskim ribarskim čamcima iz 17. stoljeća zvanim doggeri. 
Arheološki potencijal područja prvi je put identificiran početkom 20. stoljeća, a interes se pojačao 1931. godine kada je ribarska koča koja je plovila istočno od zaljeva Wash povukla bodljikavo rogovlje koje je naknadno datirano u vrijeme kada je to područje bilo prekriveno tundrom. Od tada su plovila mrežama povukli ostatke mamuta, lavova i drugih životinja te nekoliko pretpovijesnih alata i oružja.
Od 2020. godine međunarodni timovi nastavljaju dvogodišnju istragu potopljenog krajolika Doggerlanda koristeći nove i tradicionalne arheogeofizičke tehnike, računalnu simulaciju i molekularnu biologiju. Prikupljeni dokazi omogućuju proučavanje prošlih okruženja, ekoloških promjena i ljudskog prijelaza od lovaca-sakupljača do poljoprivrednih zajednica.

## Formacija
Do srednjeg pleistocena Velika Britanija bila je poluotok Europe, povezan masivnom Weald-Artois Antiklinale od krede preko Doverskog tjesnaca. Tijekom Anglijanske glacijacije, prije otprilike 450 000 godina, ledeni pokrivač ispunio je veći dio Sjevernog mora, s velikim proklamacijskim jezerom u južnom dijelu koje je napajalo vodom rijeke Rajnu, Schelde i Temzu. Katastrofalno izlijevanje ovog jezera izdubilo je kanal kroz antiklinalu, što je dovelo do stvaranja rijeke Channel, kojom su vode Rajne, Scheldta i Temze oticale u Atlantik. To je vjerojatno stvorilo preduvjete da se Veliku Britaniju odvoji od kontinenta tijekom razdoblja visoke razine mora, iako neki znanstvenici tvrde da se konačni proboj nije dogodio sve dok se drugo ledeno jezero nije prelilo tijekom glacijacija MIS8 ili MIS6, prije oko 340 000 ili 240 000 godina.
Tijekom najnovijeg zaleđivanja Posljednjeg glacijalnog maksimuma, koje je završilo prije oko 18 000 godina, Sjeverno more i veći dio Britanskih otoka bili su prekriveni ledenjačkim ledom, a razina mora bila je oko 120 m niža. Klima je kasnije postala toplija i tijekom Kasnog glacijalnog maksimuma, oko 12 000 godina pr. Kr., Velika Britanija, kao i veći dio Sjevernog mora i La Manche, bilo je prostranstvo nisko položenih tundri.
Dokazi, uključujući konture današnjeg morskog dna, ukazuju da se nakon prvog glavnog ledenog doba slijev između Sjevernog mora i La Manchea proširio istočno od Istočne Anglije, zatim jugoistočno do grada Hook of Holland, a ne preko Doverskog tjesnaca. Seina, Temza, Meza, Scheldt i Rajna spojile su se i tekle na zapad duž La Manchea kao široka spora rijeka koja je tekla do Atlantskog oceana. Otprilike 10.000 godina pr. Kr. sjeverno obalno područje Doggerlanda imalo je obalu sačinjenu od laguna, močvara, muljina i plaža, kao i kopnene potoke, rijeke, močvare i jezera. To je možda bilo najbogatije mjesto za lov na ptice i druge životinje te ribolov u Europi u doba mezolitika.